# Mariä-Entschlafens-Kathedrale (Astrachan)

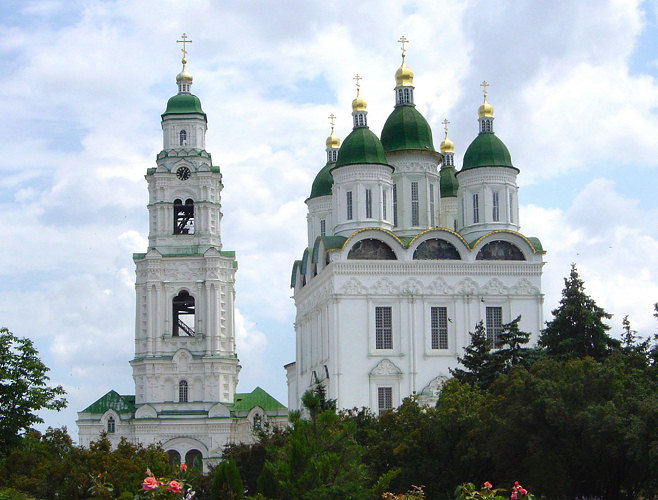
Mariä-Entschlafens-Kathedrale

Die Mariä-Entschlafens-Kathedrale (auch: Mariä-Himmelfahrts-Kathedrale oder Uspenski-Kathedrale; russisch Успенский собор bzw. Собор Успения Пресвятой Богородицы) in Astrachan, Russland, ist Mittelpunkt des Astrachaner Kremls.
Einen ersten Bau gab es im Jahr 1602. Ihre derzeitige Form erhielt die Kathedrale in den Jahren 1698 bis 1710 nach Plänen des Leibeigenen Dorofej Mjakisew. Auf einem erhöhten Plateau beherrscht die zweistöckige, im byzantinischen Stil gehaltene Kathedrale mit fünf Kuppeln das Gesamtbild des Kreml. Die Kathedrale ist 75 Meter hoch und nimmt eine Fläche von 1790 Quadratmetern ein. Im Inneren befinden sich die Gräber des Metropoliten Iosif, des Schutzpatrons von Astrachan, der 1671 von den aufständischen Kosaken des Stenka Rasin ermordet wurde. Dort liegen auch die Gräber zweier georgischer Herrscher des 18. Jahrhunderts, Teimuras II. und Wachtang VI.
Das Gotteshaus wurde renoviert und befindet sich in gutem Zustand.